# Західні походи Володимира Святославича
Похід князя Володимира на Польщу — похід київського князя Володимира Святославича на Червенські городи, що належали Польському князівству в першій половині 980-х років, закінчився перемогою Володимира і приєднанням цих територій до Київській Русі. Хоча на думку українського історика Михайла Грушевського Волинь та Прикарпаття в той час належали до Чехії

## Відомості про похід
Згідно основного джерела з історії Київської Русі — "Повісті временних літ похід князя Володимира відбувся в 981 році. Літопис досить коротко згадує про цей похід:

«Іді Володимер до ляхомъ і зая гради ихъ: Перемишль, Червенъ та ін городи, іже суть до сего дне под Руссю».

Російський історик Олександр Пресняков пов'язував, похід на Польщу з походом Володимира на східнослов'янське плем'я білих хорватів, які жили в околицях Карпат, на території Галичини. Повість тимчасових років згадує цей похід під 992 роком:

«В літо 6500. Іде Володимир на Хорвати».

.

Польський історик 15 століття Ян Длугош у своїй праці «Історія Польщі» детальніше зупиняється на війні Київської Русі та Польщі, вказуючи похід київського князя під 985 роком:

Закінчивши справи з язичницьким богослужінням, князь Русі Володимир бере до рук зброю і для початку оголошує війну князю Польщі Мечиславу і полякам, яка йшла з перемінним успіхом, приносячи почергові перемоги полякам та русичам. Князь Русі завойовує польські фортеці, а саме Перемишль, Червен та інші, а завоювавши, займає, і забезпечивши міцним військовим гарнізоном, приєднує їх та підпорядковує собі. Потім йде проти радимичів, які теж походять від поляків, і, перемігши, накладає данину.

Длугош солідарний з автором Повісті временних літ, який називає радимичів «роду ляхів», однак літопис датує похід Володимира на радимичів під 984 роком:

В літо 6492. Іде Володимер на радимичі. Бе у нього воєвода Вовчий Хвіст, і посла і Володимер перед собою, Вовча Хвоста; срете радимичі на реце Пищане, і переможи радимиче Вовчий Хвіст. Темь і Русь коряться радимичем, глаголюще; «Пищаньци вовча хвоста бегають». Биша ж радимичі від роду ляхів; прешедше ту ся вселиша, і платять данину Русі, повоз везуть й до сего дне.

Російський історик 18-го століття Василь Татищев у своїй фундаментальній праці "Історія Російська під 981 роком також як і Повість временних літ повідомляє про війну з Польщею і завоювання Червенських міст. Під 990-м роком Татищев поміщає повідомлення про похід Володимира в Польщу і перемозі над Мешко, що відсутнє в Повісті временних літ:

6498 (990). … Володимир за великі противності польського князя Мечислава, зібравши війська, на нього пішов. І, знайшовши його за Вислою, переміг так, що ледь не все військо і з воєводами побив чи в полон узяв, і сам Мечислав ледь до Кракова пішов і, приславши послів з великими дарами, просив про мир. І Володимир, вчинивши мир, повернувся до Києва.

Під 993 роком Татищев згадує повідомлення про похід на хорватів (у Повісті временних літ — 992 рік) і «седмиградську землю»:

6501 (993). Війна на Седмиградську та Хорватську землі. … Володимир ходив на Седмиградську і Хорватську землі, і, багато здобувши перемог і підкоривши, повернувся з багатьма полоненими і чималим багатства, і прийшов до Києва зі славою великою.

Таким чином, якщо слідувати Татищеву, то війна Київської Русі і Польщі тривала з 981 по 993 рік. Незважаючи на це під 992 роком, тобто ще до останнього походу, Татищев поміщає запис про послів Польщі, Чехії і Угорщини, які надають привітання для Володимира з приводу його хрещення:

6500 (992). Володимир Волинський побудовано. Посли різних государів. Болеслав польський. Стефан угорський. Удалрик богемський. Володимир ходив до Дністра з двома єпископами, багато людей наукова хрещенням, і побудував у землі Червенской град під своє ім'я Володимир і церква пресвятої Богородиці створив, залишив тут єпископа Степана і повернувся з радістю. Тоді ж були у Володимира посли Болеслава польського, Стефана угорського та Удалрика (Андронника) чеського (197), з любов'ю і миром вітаючи його з хрещенням, і дари принесли багато.

Враховуючи, що згідно Татищеву, Володимир-Волинський побудовано в 992 році, випливає припущення, про те, що до 992 році Червенські міста вже входили до складу Київської Русі, а похід 993 року (992 року за Повістю временних літ) був проведений не проти поляків, а проти племені білих хорватів, повсталих проти влади князя. Зокрема точки зору про придушення повстання хорватів дотримується Володимир Королюк.
Проте на думку ряду істориків, до зазначеного часу говорити про конфлікт між Руссю і Польщею не можна, оскільки немає точних відомостей про те, що території Червенських міст належали Польській державі. Так радянський історик Володимир Королюк, фахівець з історії відносин Київської Русі та давньої Польщі, вказував на неможливість русько-польського конфлікту наприкінці X століття. На його думку, території, що примикають до Червенських міст із заходу, а саме Мала Польща і Краків, в 980-х не входили до складу Польської держави, а входили до складу Чехії, отже тут не було спільної русько-польського кордону.
Першим висловив думку про тогочасну приналежність Волині та Прикарпаття до Чехії ще в середині ХІХ ст. Франтішек Палацький. Цю думку також підтверджували історики Михайло Грушевський та Я.Ісаєвич, проте трактування подій, описаних у літописі під 981 роком, як конфлікт Русі з Польщею й надалі залишається домінуючим у польській історичній науці, яка здебільшого іґнорує відомий факт, що гранична зі згаданими землями Краківщина була приєднана польським князем Болеславом І до своєї держави лише у 999 році Хоча, цей автор датує цю подію 988 чи 989 роками.
Королюк передбачає, що у 981 році Володимир підкорив білих хорватів, а похід 992 року, був пов'язаний з їх повстанням проти влади Києва.
На думку історика М. М. Ільїна, в результаті походів 981 та 992 років насправді відбулося завоювання племінних центрів незалежних на той момент як від Русі, і від Польщі, племен дулібів і білих хорватів.
Історик і найбільший дослідник літописання Олексій Шахматов вважав, що літописна дата походу Володимира — 981 рік, заснована на вирахування 50 років від дати 1031 рік, в якому, відбувся похід князя Ярослава Мудрого на Польщу і відвойовування гним Червенських міст.

## Підсумки
Похід князя Володимира дозволив приєднати Червенські міста до Давньоруської держави, і підкорити одне з останніх незалежних від Київської Русі східнослов'янських племен, а також взяти під контроль торговий шлях до центральної Європи. Після приєднання цих територій князь Володимир засновує тут місто, назване його ім'ям — Володимир, як форпост на західних кордонах.